# Krisna-völgy
A Krisna-völgy Indiai Kulturális Központ és Biofarm egy Somogy vármegyei, Krisna-tudatú öko-közösség, amely Somogyvámos külterületén található, a Balatontól 30 km-re. A 260 hektár területű biofarm és központ azzal a céllal létesült 1993-ban, hogy az embereket hozzásegítse a védikus kultúra értékeinek, valamint a természetes életmódnak a megismeréséhez.
Krisna-völgy lakói megélhetésüket a földre és a tehenekre alapozva, gyermekeiket lelki értékeken alapuló életre nevelve követik a Krisna-tudat folyamatát az istenszeretet elérése érdekében. Templom, biofarm, védikus iskola, tavak és ligetek is találhatóak itt. A völgyben több száz növény- és madárfaj él.
A hely megalapításakor még többnyire lemondott emberek költöztek ide, 2007 táján már 150-en élnek itt. Többségük családos, ezek a családok a hindu vallás egyszerű életmódjának elveit követik. Templomi életük, szertartásaik nem korlátozódnak a vasárnapokra. A hívők minden reggel fél 5-kor kezdődő közös lelki gyakorlaton vesznek részt, melynek célja, hogy egész nap békés, meditatív tudatállapotban létezzenek, könnyebb legyen egész nap Istenre gondolniuk, s az ő elégedettségét szem előtt tartva végezniük szolgálatukat, legyen az földművelés, a tehenek fejése, gondozása, az idelátogató turisták fogadása, templomi imádat, irodai munka vagy művészeti tevékenység.
A vallásosság a kultúra minden területén megmutatkozik, áthatja a családi és társadalmi életet is. A Krisna-tudat filozófiáját Bhaktivedánta Szvámi (Sríla) Prabhupáda ismertette meg a nyugati világgal. Tanításainak lényege a bhakti, a Krisna iránti szeretetteljes odaadás. Amikor Prabhupáda elindult Nyugatra, hogy megismertesse az emberekkel a Krisna-tudatot, nem csak egy vallást akart elterjeszteni, hanem a materialista világnézetet akarta alapjaiban megváltoztatni.

## Ökovölgy-program
Az itt élők önfenntartó életmódot folytatnak. Az éghajlatváltozás, a globális felmelegedés, az élelmiszerválság, a vízhiány az egész világ számára égető problémát jelent. E problémák megoldására egy megoldás az önellátó ökofalvak, farmközösségek létrehozása, melyhez a természet és a természetes környezet remek lehetőségeket kínál. A Krisna-völgyi ökoprogram egy faluméretű kísérlet, amelyben 150 önkéntes és közel 50 különböző intézmény, számos tudós és szakember vesz részt. Kutatásaikkal, tapasztalataikkal járulnak hozzá a program kibontakozásához, bemutatják, hogy milyen eredményeket lehet elérni, ha a környezettudatosság a mindennapi gyakorlatban is jelen van egy közösség életében.
E program alternatívát ad a környezet megóvására. Az önellátó farmközösség lakói környezettudatos szemléletű, egészséges életmódjuk alapjává tették a természet és a környezet kínálta lehetőségeket. Mottójuk: „Egyszerű élet, emelkedett gondolkodás.”

## Látnivalók
Krisna-völgy három különálló tevékenységet takar: vallás, turizmus, biogazdálkodás. Az elmúlt években egyre nőtt a vendégek száma, mára [mikor?] eléri az évi 25-30 ezer főt. Krisna-völgy nem egy bemutatófalu – a vendégek a Krisna-hívők életébe kapnak bepillantást. A hely egyénileg is látogatható, csoportok részére azonban a Krisna-völgyi idegenvezetők különleges programot állítottak össze.
A 260 hektár középpontjában, ahogy a hívők életének középpontjában is, a templom épülete áll. Az 1500 m² alapterületű épület a környék építészeti stílusát tükrözi, ezért jól beleillik a somogyi tájba. Belülről azonban indiai motívumok, oszlopok és boltívek, színes domborművek és festmények díszítik a falait.
A templomszobába lépve maga a lelki világ fogadja a látogatót. A faragott márványoltáron európai szemnek szokatlan látvány tárul elénk: Srí Krisna és legkedvesebb társa, Srímatí Rádhárání gyönyörűen felöltöztetett, felékszerezett, és friss, illatos virágokkal díszített mosolygó képmásaik. A közösség lakóinak célja, hogy minden tettükkel, szavukkal és gondolatukkal Őket tegyék elégedetté. Ez a tradíció a vaisnava istenimádatot követi: az oltáron az Úr személyesen van jelen egy adott – szent szövegek leírásain alapuló –, hiteles formában, ami által a hívők túlléphetnek a személytelen istenfelfogáson, hogy Istenre mint személyre tekintsenek.
A látogatók a templom és a szentély mellett a tehenészetbe, a kézműves stúdióba, a méhészetbe, az ajándékboltba és az étterembe látogathatnak el. Mindez idegenvezetéssel is megtekinthető. Krisna-völgy templomát a vendégek egy rövid sétával érhetik el, mely a biofarm botanikus kertjén visz keresztül. Az út mentén indiai stílusú pavilonok, dísztavak, hatalmas szoborelefántok és sok-sok különleges növény látható.
Lehetőség van a tehenészet meglátogatására is. Az élőlények között a tehén kitüntetett helyet foglal el a hindu életben, így a Krisna-tudat kultúrájában. A Krisna-hívők a tehenet önmagért szeretik: azért, mert olyan az ember számára, mint az édesanya, hiszen a tejével táplálja őt. A tradíció szerint az Úr Krisna is nagyon szereti a teheneket, amiről a védikus irodalom is számos helyen ír. A Védák nagy nyomatékkal hangsúlyozzák az ahimszát, az érző lények iránti könyörületességet, kivált a tehenek védelmét.
A Krisna-völgyi tehenészet különlegessége a zebu, a hőséget és szárazságot rendkívül jól tűrő szarvasmarhafajta, melyet nemrég hoztak be az országba. A völgy lakói belátták, hogy önfenntartó közösségük hosszú távú fennmaradásához – a lelki tisztaságon túl – a helyi viszonyokhoz alkalmazkodó szarvasmarhafaj megléte is elengedhetetlenül szükséges.

## Krisna-völgyi Búcsú
Az év egyik legnagyobb rendezvénye a Krisna-völgyi Búcsú, mely minden év júliusának utolsó hétvégéjén kerül megrendezésre. Változatos és vidám fesztivál ez, a hagyományos értékek és India kultúrája fűszerezi. A recepciótól vonatoskocsi döcög a vendégekkel a templomhoz, a rendezvény fő helyszínére, előtte azonban körsétát tesz Krisna-völgyön belül: elpöfög a faluba, a családi házakhoz, a tehenészetbe, és végighalad a gyümölcsös mellett is. A színpadi program egy ötszáz férőhelyes sátorban zajlik, ahol reggel 9-től este 7-ig változatos műsor szórakoztatja a közönséget. A három nap egyik programja a színes és látványos indiai esküvő. A főtérről körút vezet a tehenészethez, melynek mindkét oldalán kereskedők, kézművesek kínálják portékáikat.
A kézműves falu területén neves kézművesek mutatják be mesterségüket, és a látogatók is kipróbálhatják a mesterfogásokat. A főtéren ezer négyzetméteres étkezősátor várja őket, indiai és magyar ételekkel.

## Képek

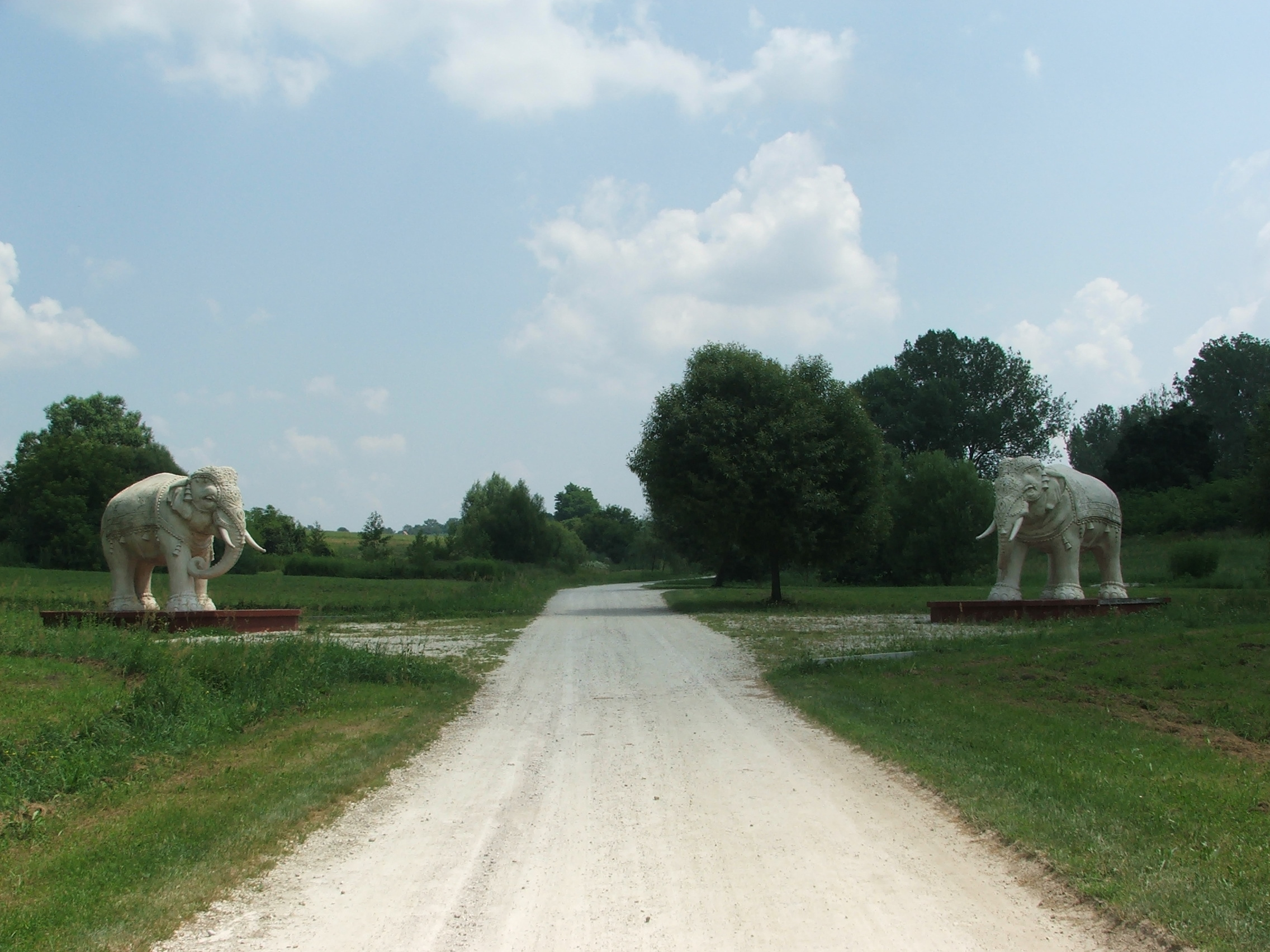
Elefántok
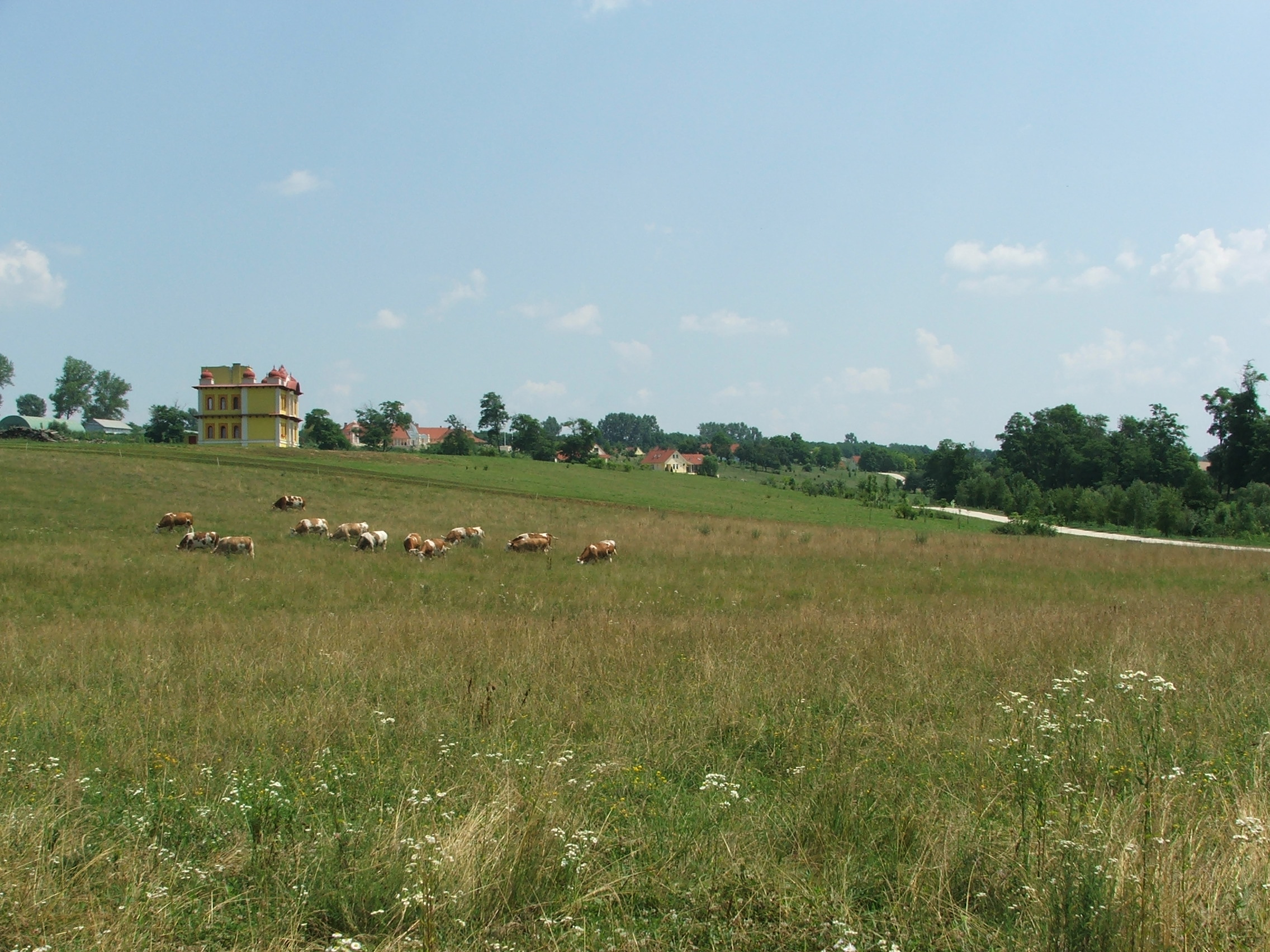
Völgy
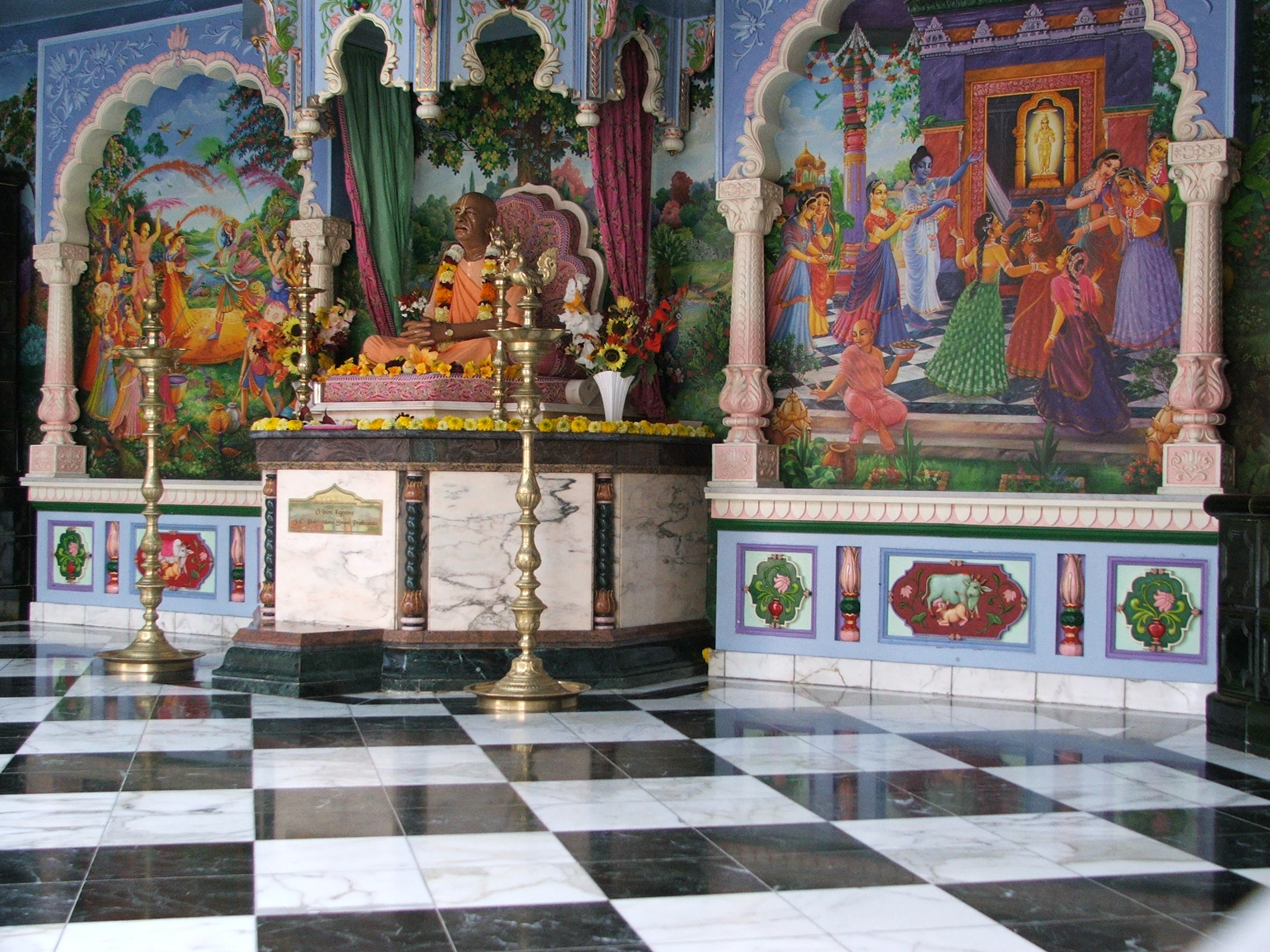
Templombelső
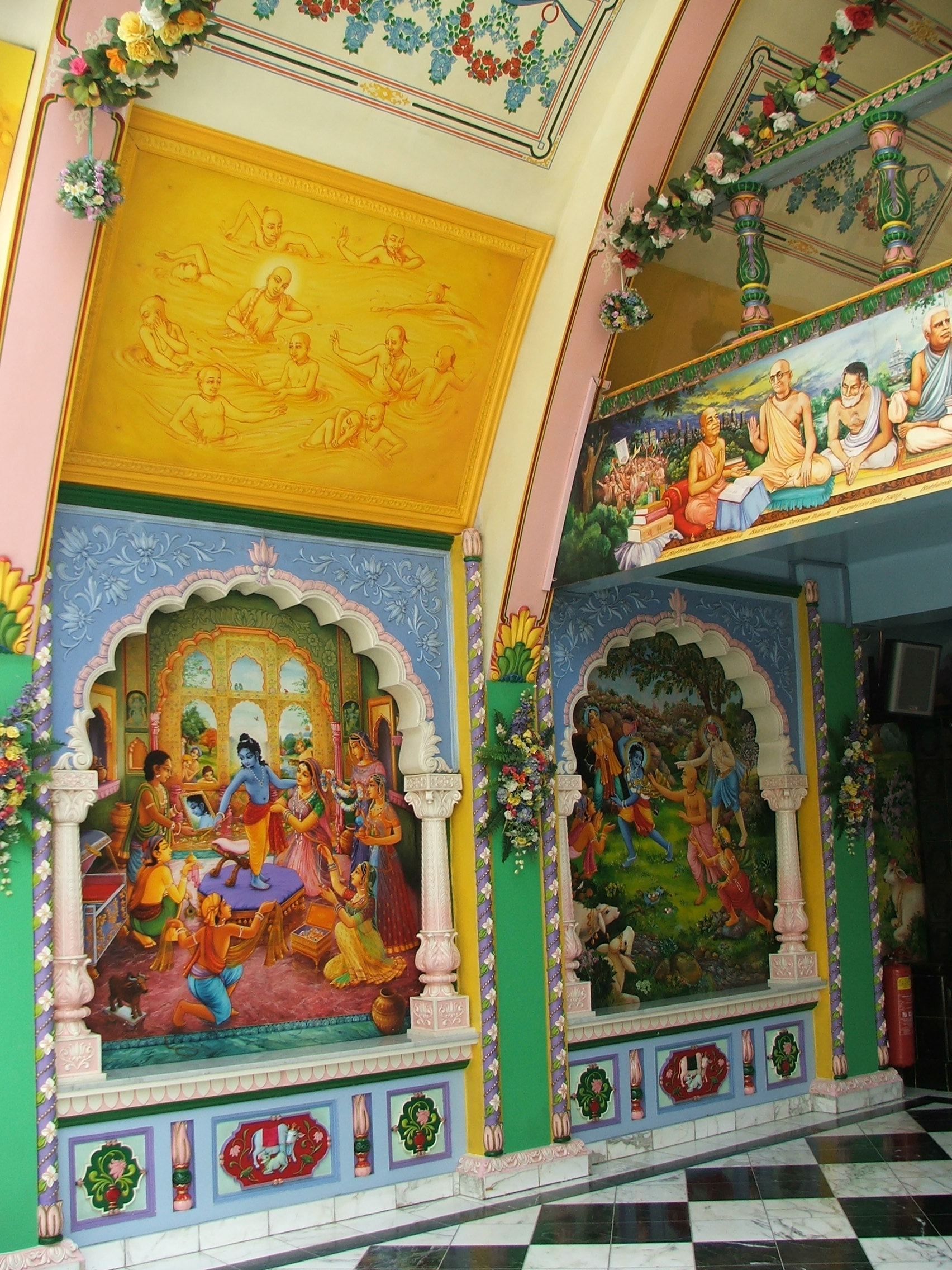
Templombelső
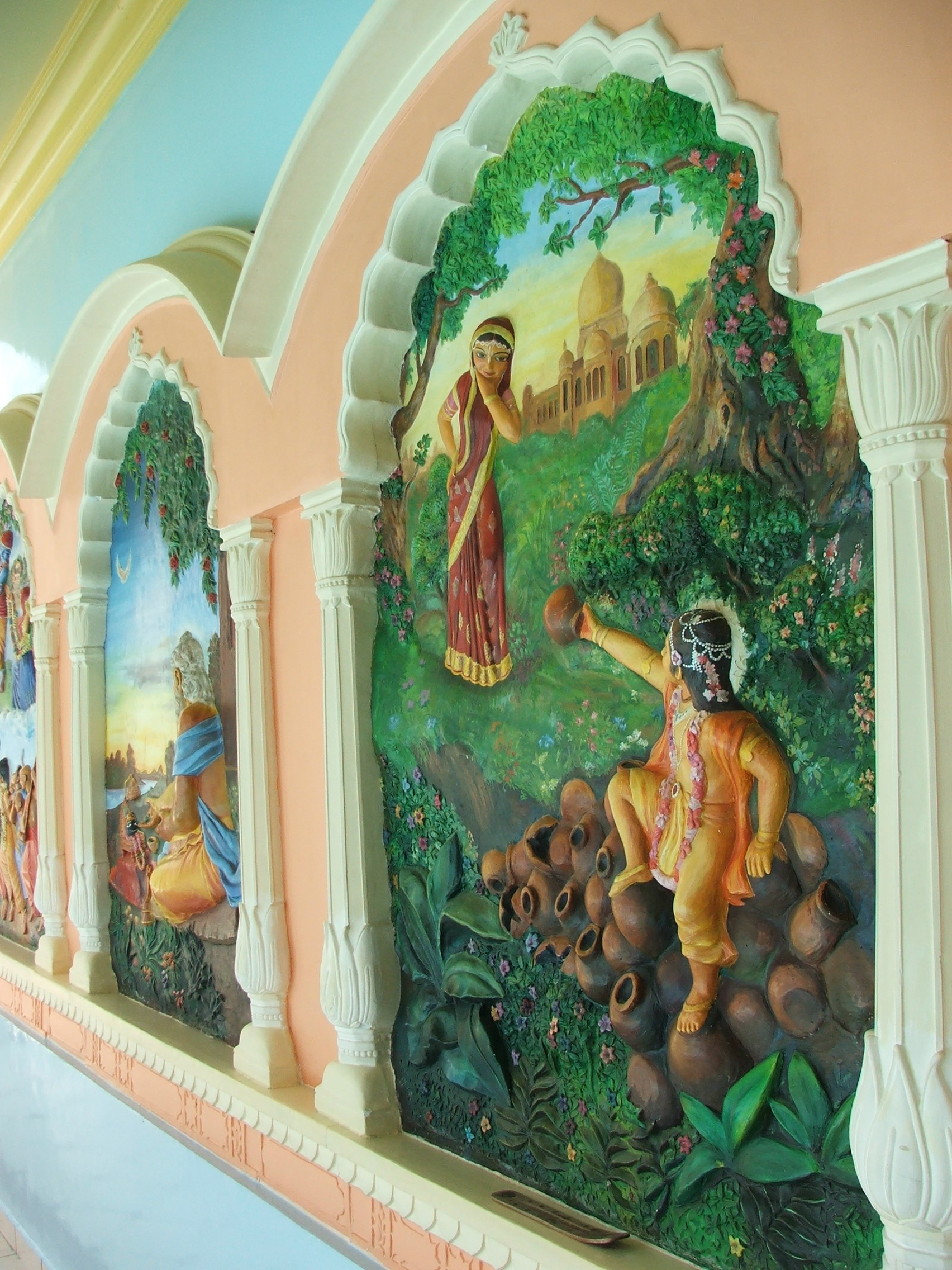
Templombelső
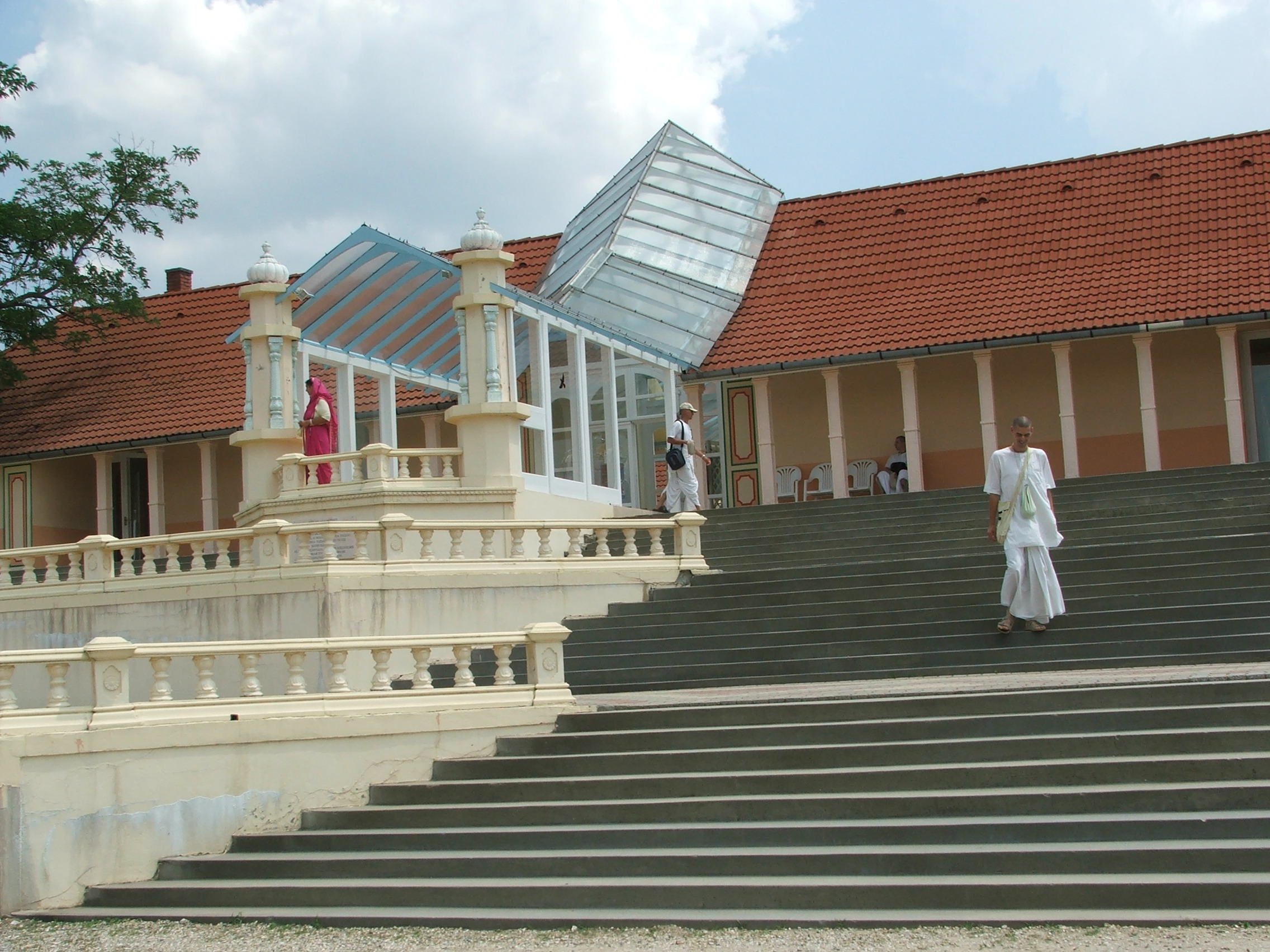
Templom
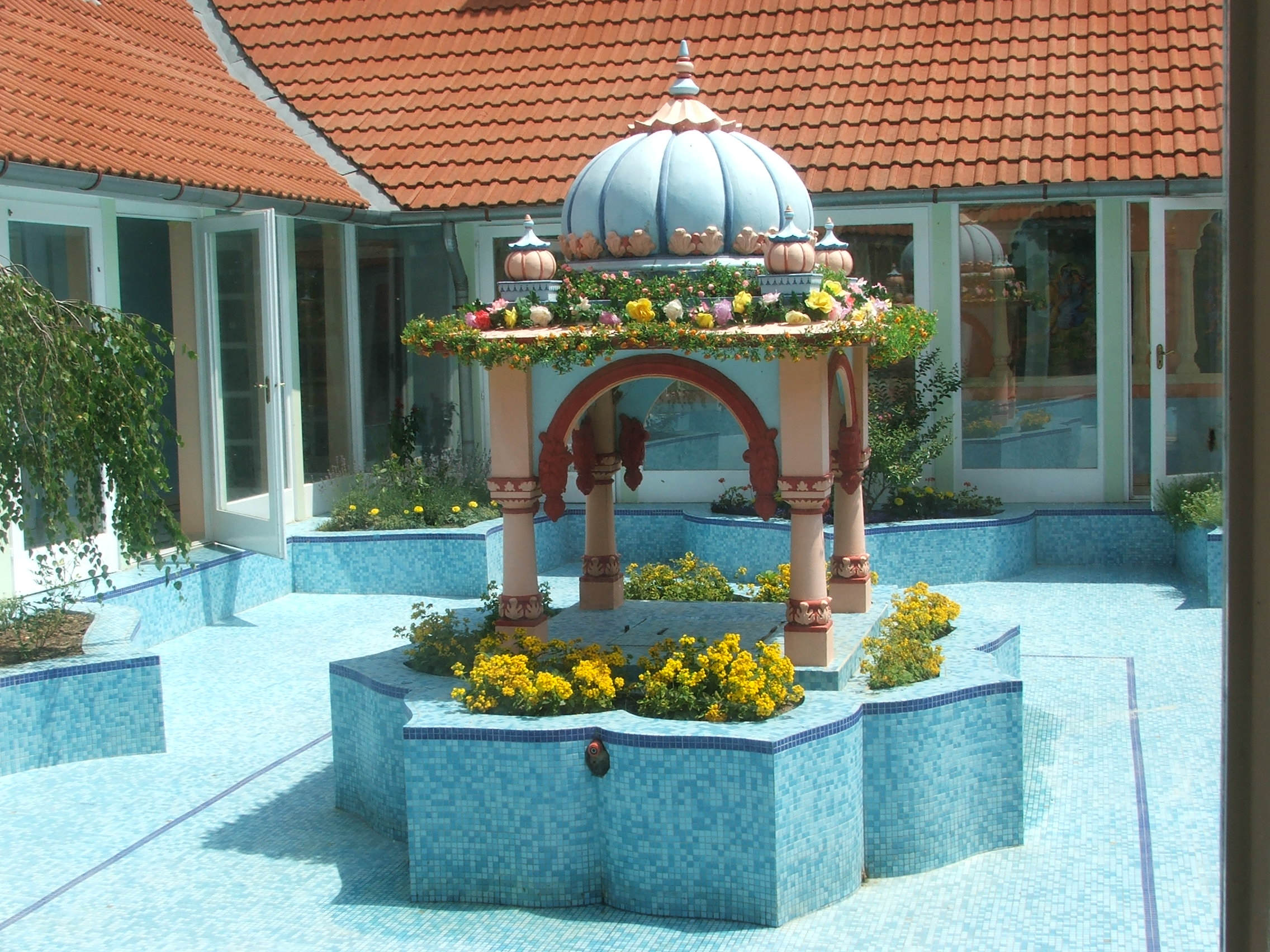
Templom belső udvara
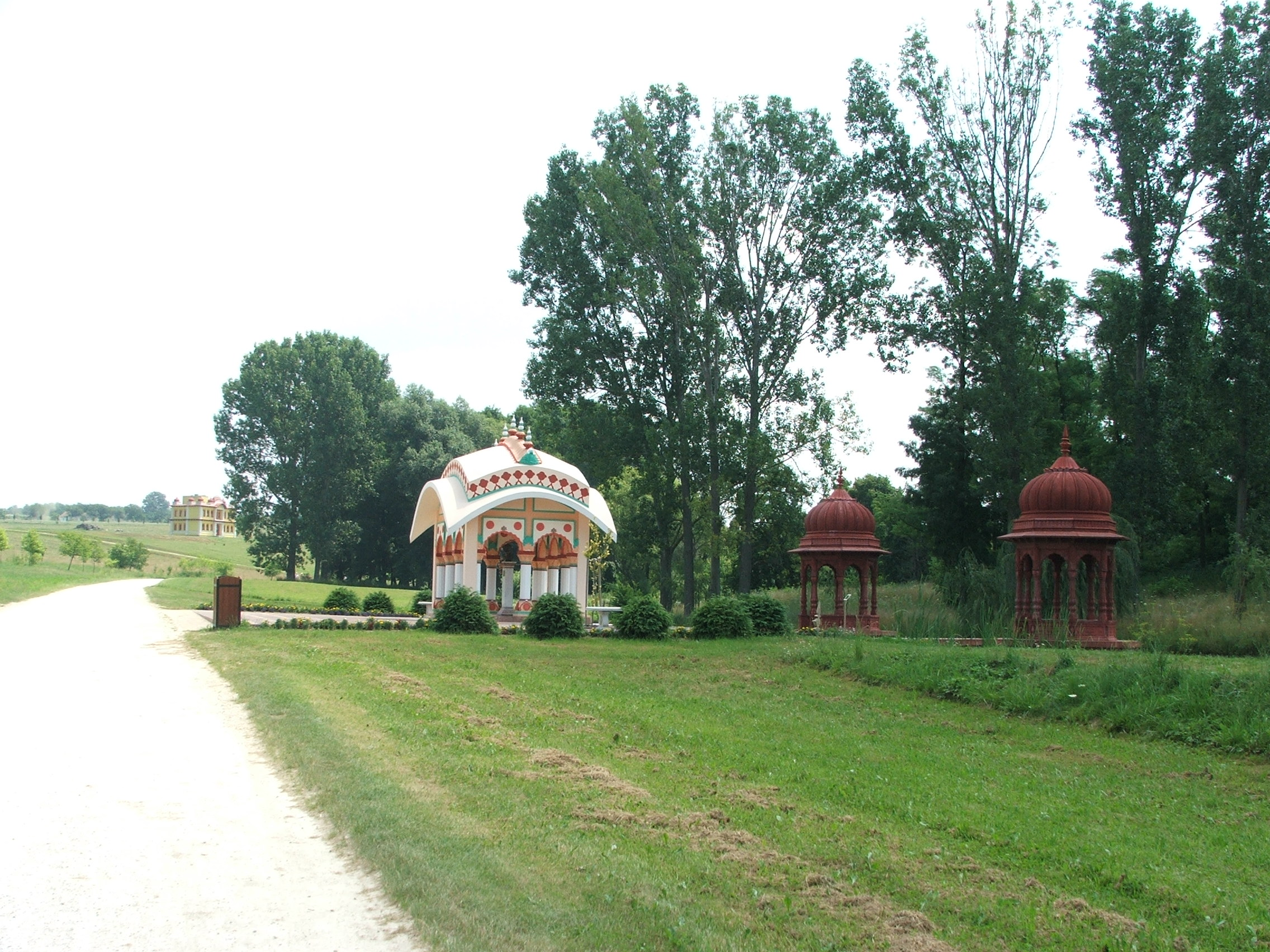
Halastó mellett
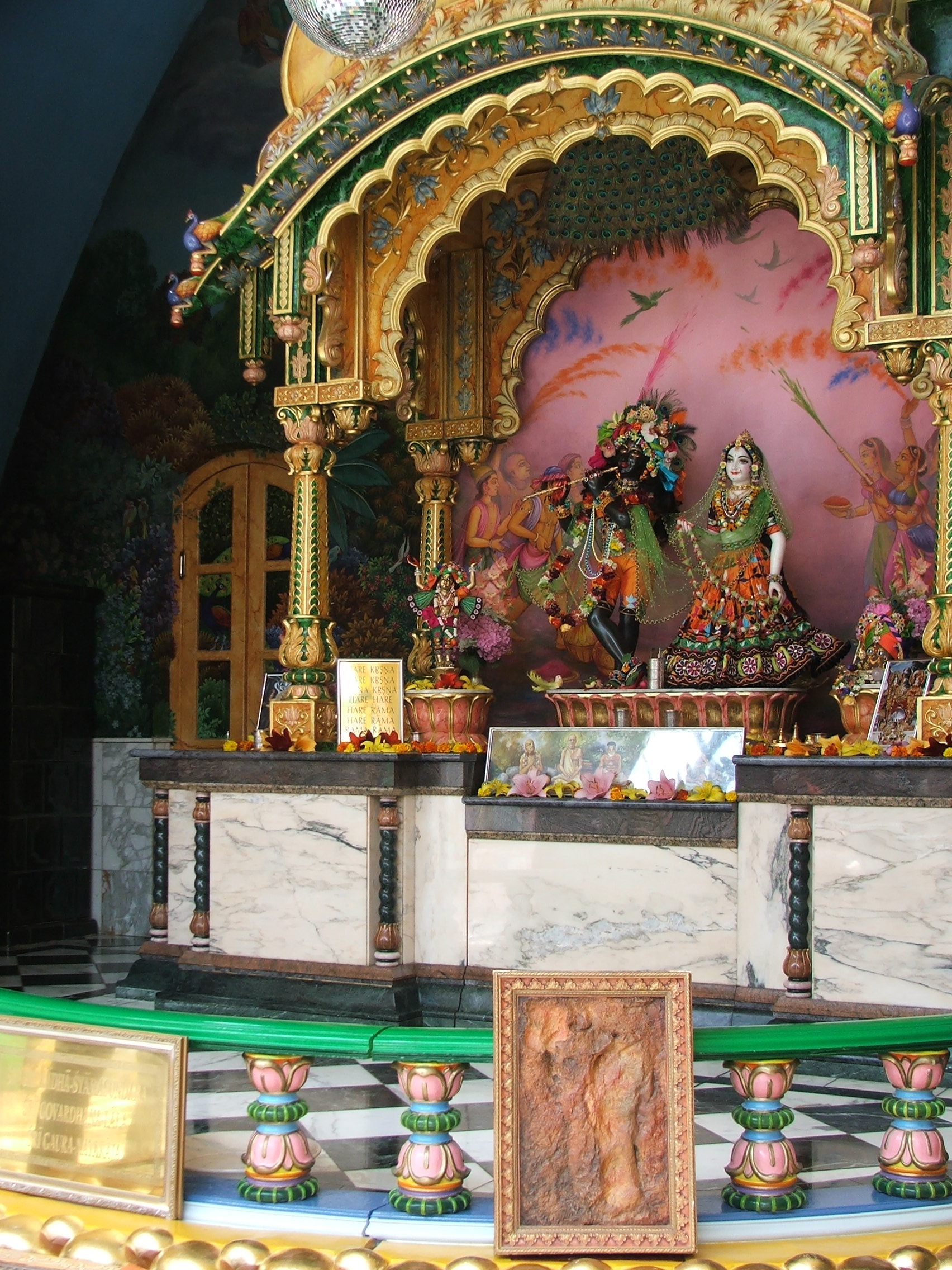
Templom, Krisna-szobor
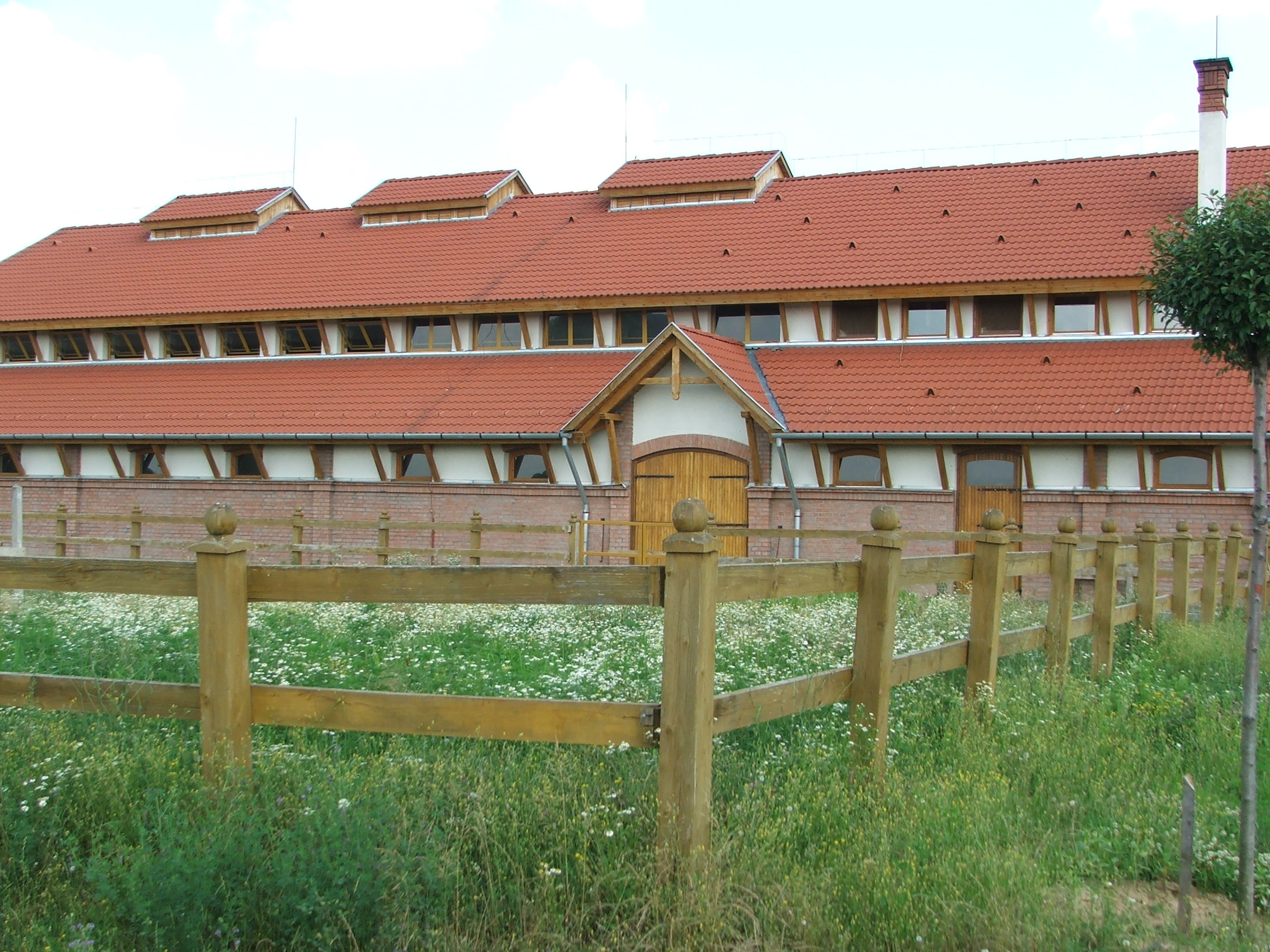
Tehenészet